# Cranston (Rhode Island)
Cranston, conhecida antigamente como Pawtuxet, é uma cidade localizada no estado americano de Rhode Island, no condado de Providence. Foi fundada em 1754 e incorporada em 1910.

## Geografia
De acordo com o United States Census Bureau, a cidade tem uma área de 77,5 km², onde 73,4 km² estão cobertos por terra e 4,1 km² por água.

## Demografia
Segundo o censo nacional de 2010, a sua população é de 80 387 habitantes e sua densidade populacional é de 1 095,19 hab/km². É a terceira cidade mais populosa de Rhode Island. Possui 33 117 residências, que resulta em uma densidade de 451,18 residências/km².